# Stora Dammsjön, Närke
Stora Dammsjön är en sjö i Örebro kommun i Närke och ingår i Norrströms huvudavrinningsområde. Sjön är 8,3 meter djup, har en yta på 0,065 kvadratkilometer och befinner sig 212,1 meter över havet.

## Delavrinningsområde
Stora Dammsjön ingår i det delavrinningsområde (658136-145260) som SMHI kallar för Mynnar i Tysslingen. Medelhöjden är 150 meter över havet och ytan är 39,84 kvadratkilometer. Det finns inga avrinningsområden uppströms utan avrinningsområdet är högsta punkten. Frösvidalsån som avvattnar avrinningsområdet har biflödesordning 3, vilket innebär att vattnet flödar genom totalt 3 vattendrag innan det når havet efter 232 kilometer. Avrinningsområdet består mestadels av skog (72 procent) och jordbruk (17 procent). Avrinningsområdet har 0,85 kvadratkilometer vattenytor vilket ger det en sjöprocent på 2,1 procent.